# Фріц Меєр
Фріц Меєр (нім. Fritz Meyer; 17 лютого 1916, Ганновер — 11 вересня 1941, Данська протока) — німецький офіцер-підводник, оберлейтенант-цур-зее крігсмаріне.

## Біографія
8 квітня 1934 року вступив на флот. З 29 вересня 1940 по 22 травня 1941 року — командир підводного човна U-34, з 7 червня 1941 року — U-207. 24 серпня вийшов у свій перший і останній похід. 11 вересня потопив 2 британські торгові пароплави з конвою SC 42, загальною водотоннажністю 9727 тонн.
| Назва корабля | Тоннаж | Вантаж                                                     | Екіпаж | Загинули |
| ------------- | ------ | ---------------------------------------------------------- | ------ | -------- |
| Stonepool     | 4,803  | 7000 тонн зерна, 528 тонн вівса і 115 тонн вантажівок      | 49     | 42       |
| Berury        | 4,924  | 2100 тонн генеральних вантажів, включаючи армійські товари | 42     | 1        |

Того ж дня U-207 був потоплений в Данській протоці (63°59′ пн. ш. 34°48′ зх. д.) глибинними бомбами британських есмінців «Лемінгтон» та «Ветеран». Всі 41 члени екіпажу загинули.

## Звання
- Кандидат в офіцери (8 квітня 1934)
- Фенріх-цур-зее (1 липня 1935)
- Оберфенріх-цур-зее (1 січня 1937)
- Лейтенант-цур-зее (1 квітня 1937)
- Оберлейтенант-цур-зее (1 квітня 1939)

## Нагороди
- Медаль «За вислугу років у Вермахті» 4-го класу (4 роки)